# 얼래나 데 라 가자
얼래나 데라가자(Alana de la Garza, 1976년 7월 18일 ~ )는 미국의 배우, 모델이다.

## 출연 작품

### 텔레비전
- 올 마이 칠드런 (2001)
- JAG (2003)
- 라스베가스 (2003)
- 두 남자와 1/2 (2004)
- 스몰빌 (2005)
- 참드 (2005)
- CSI: 마이애미 (2005-11)
- 로앤오더: 범죄 전담반 (2006-10)
- 로앤오더: 특수범죄 전담반 (2011)
- NCIS: 로스앤젤레스 (2012)
- 닥터 제이슨 (2013)
- 로앤오더: 성범죄 전담반 (2013)
- 포에버 (2014-15)
- 스콜피언 (2015)
- 크리미널 마인드: 국제범죄수사팀 (2016-17)
- 크리미널 마인드 (2017)
- FBI (2019-현재)
- FBI: 모스트 원티드 (2020)
- FBI: 인터내셔널 (2021)

### 영화
- 벤딩 올 더 룰스 (2002)
- 미스터 픽스 잇 (2005, Mr. Fix It)
- 아 유 히어 (2013, Are You Here)